# 元嘉曆
《元嘉曆》是中国古代曆法，南北朝時代刘宋天文学者何承天編纂，屬於陰陽曆。宋文帝元嘉二十二年（445年）施行。梁武帝天監九年（510年），被《大明曆》取代。
前雖有玄始曆棄十九年七閏法，元嘉曆仍採十九年七閏法。1太陽年{\displaystyle 365{\frac {75}{304}}}=日（≒365.2467日），1朔望月={\displaystyle 29{\frac {399}{752}}}日（≒29.530585日）。元嘉曆以寅月（正月）為歲首，寅月中氣雨水為氣首；曆元在正月朔旦夜半雨水時刻。何承天提出定朔法，使日月食發生在朔望；遭太史令錢樂之和兼丞嚴粲、員外散騎郞皮延宗等反對，未被采纳。
日本通过百济，引入《元嘉曆》。

## 文內注釋
1. ↑  刘洪涛. 2003-2. 古代历法计算法. p241
2. ↑  s:宋書/卷13
3. ↑  s:宋書/卷12 每月朔望及弦，皆定大小餘